# Veronica bellidioides
Veronica bellidioides är en grobladsväxtart som beskrevs av Carl von Linné.
Veronica bellidioides ingår i släktet veronikor och familjen grobladsväxter. Inga underarter finns listade i Catalogue of Life.

## Bildgalleri

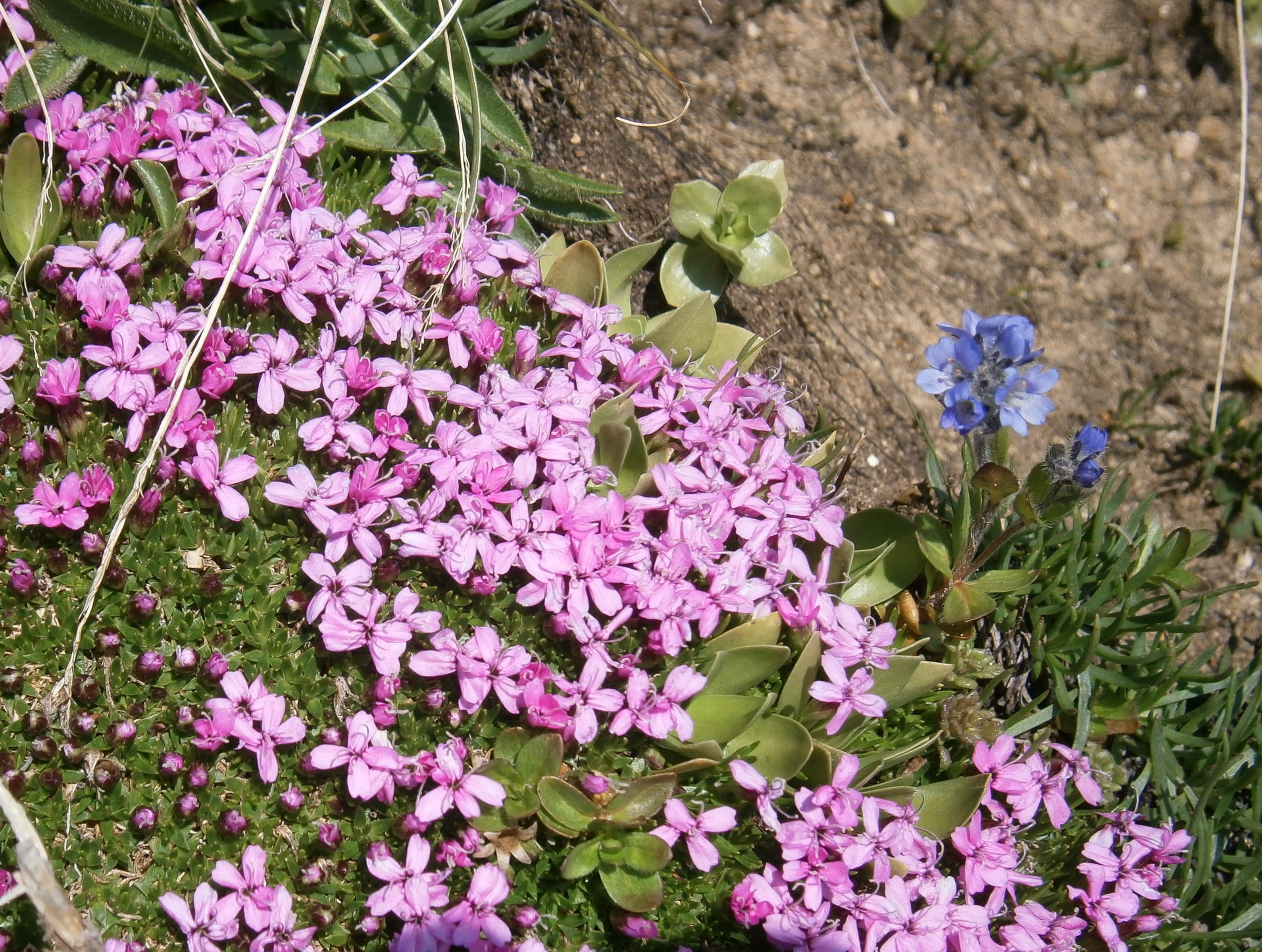
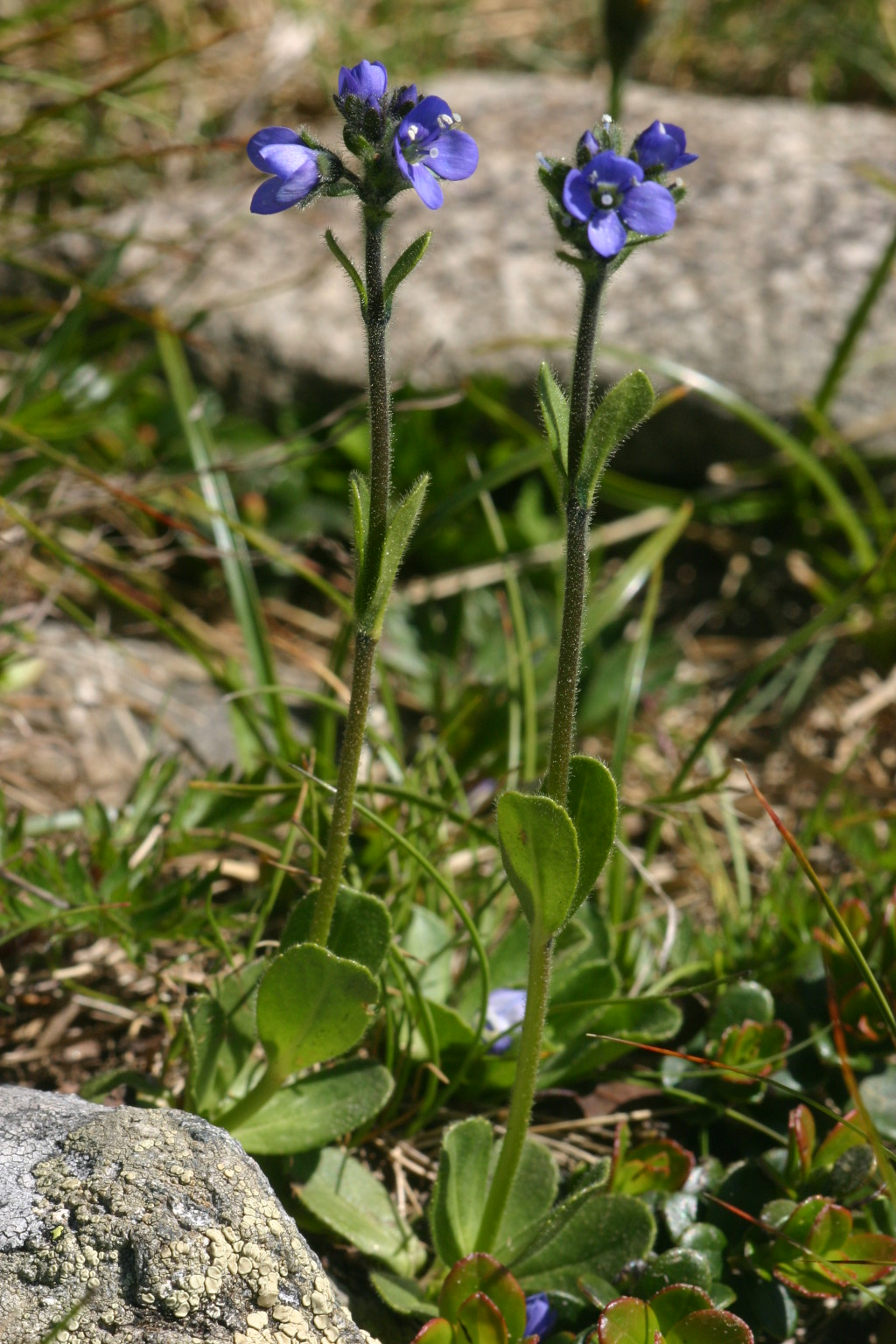
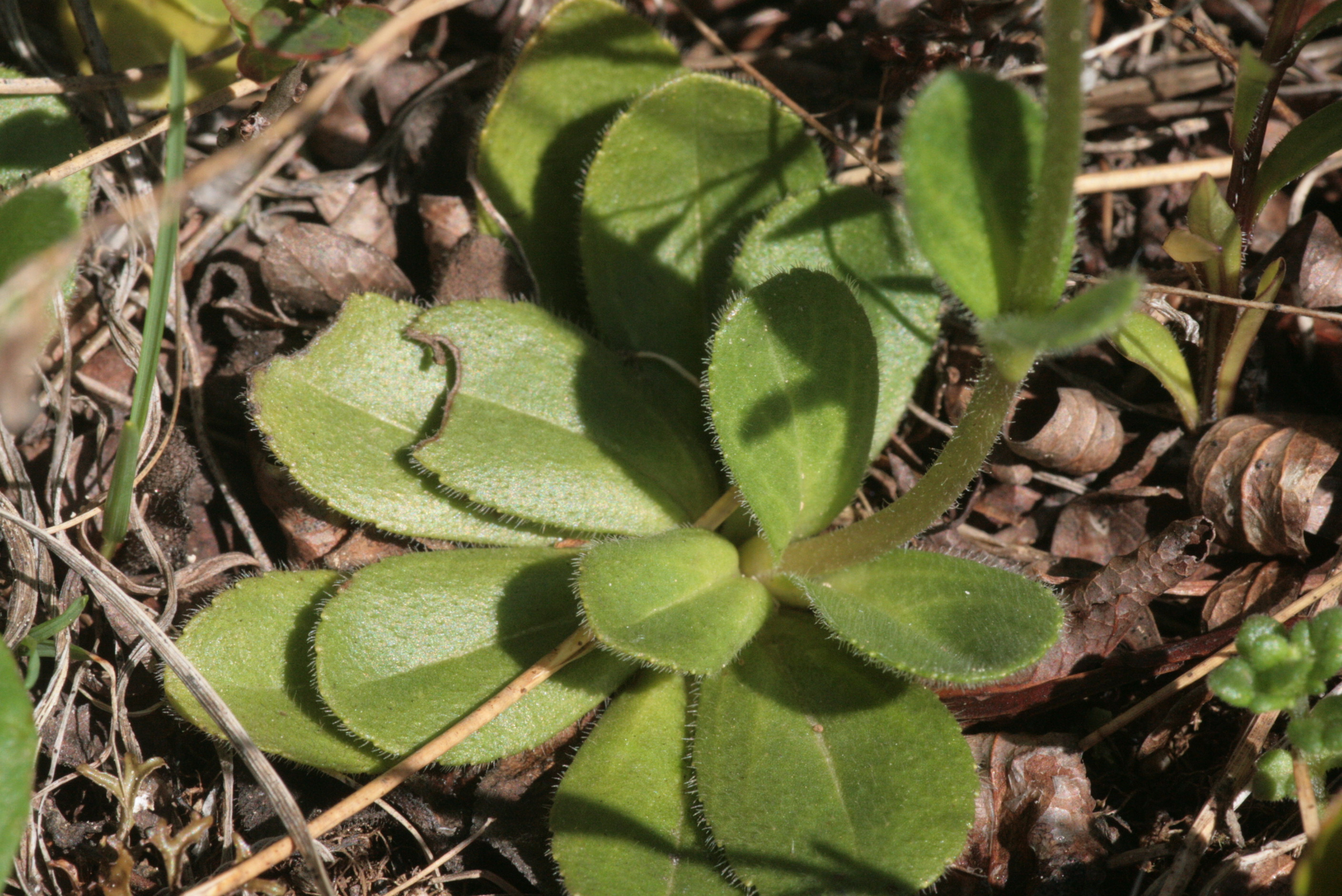
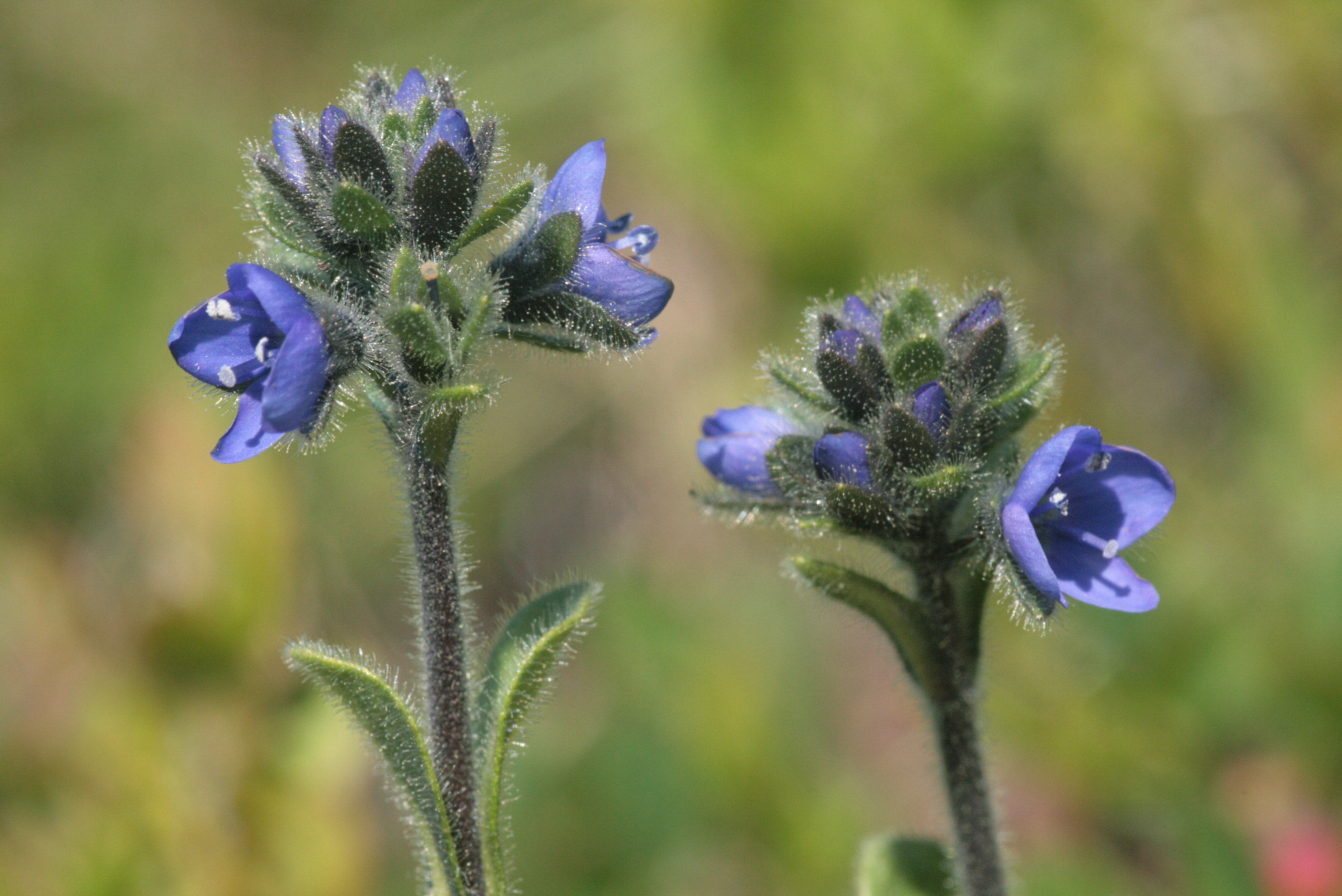
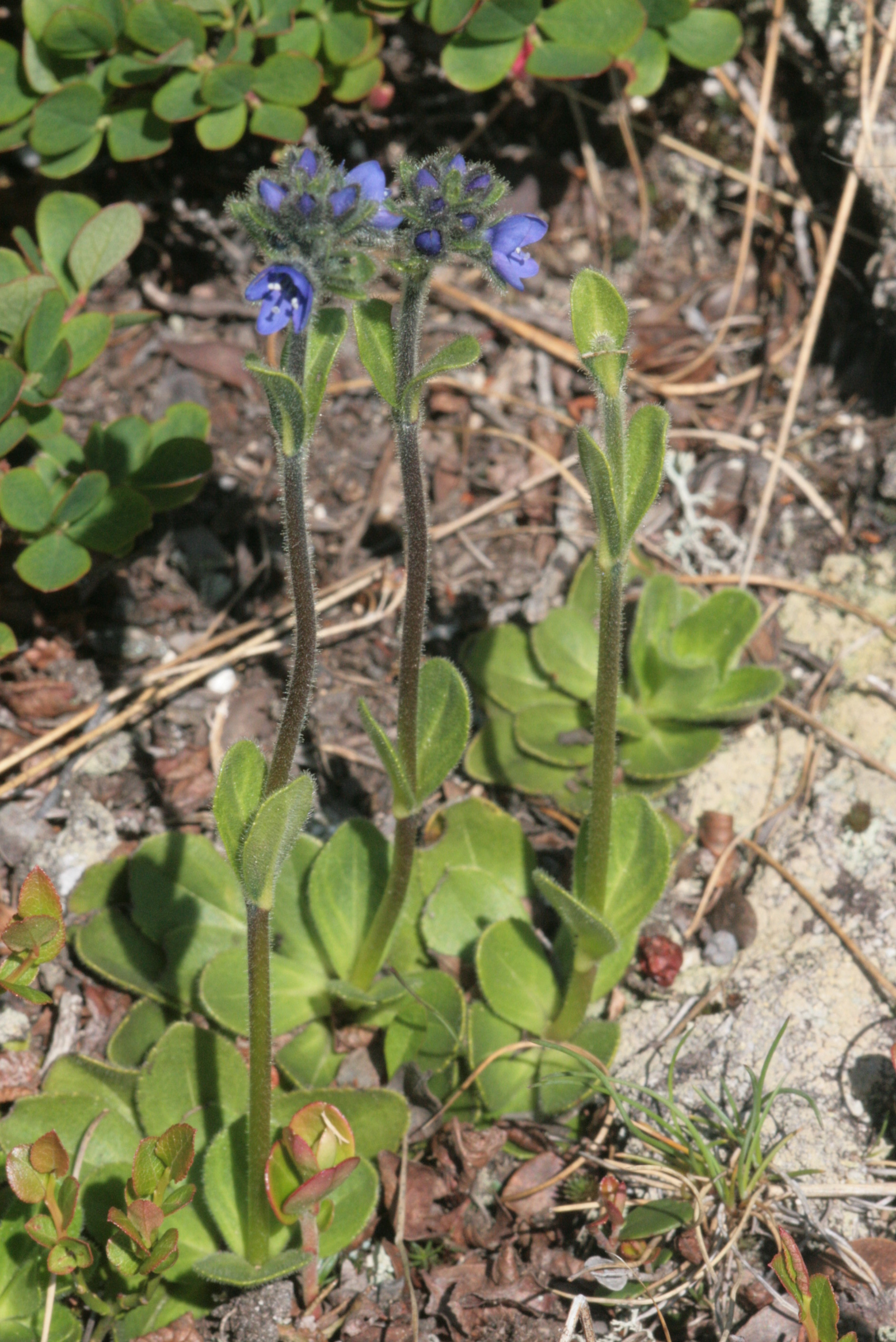
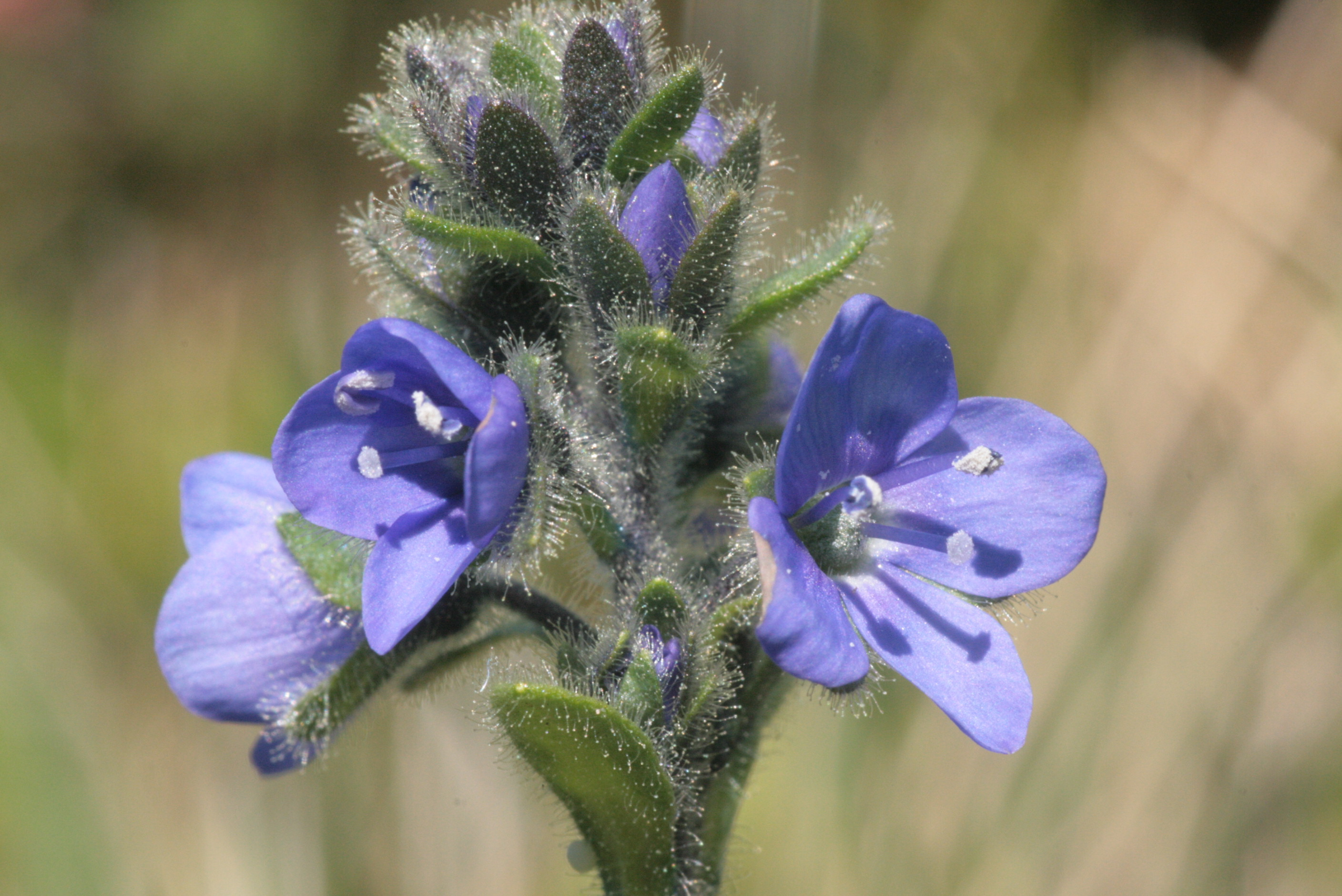